# Hauptpost (Stettin)
Die ehemalige Kaiserliche Post in Szczecin (ehemals Stettin i. Pommern), der Hauptstadt der polnischen Woiwodschaft Westpommern und Hansestadt, ist ein historisches Gebäude in der östlichen Neustadt. Sie befindet sich nördlich des Bahnhofs, unmittelbar am Oderufer (heute ul. Dworcowa).

## Geschichte
Mit der Neuordnung zur Dezentralisierung der Postverwaltung in Preußen wurde ab 1850 auf Regierungsbezirksebene auch in Stettin eine vorläufige Oberpostdirektion eingerichtet, die ab 1868 auch noch die Aufgaben der OPD Stralsund übernommen hatte. Mit dieser Vergrößerung ging die Planung zu einem neuen Postgebäude einher. Von 1872 bis 1875 wurde im Stil und der Farbe des Roten Rathauses (heute Seeamt Szczecin) gegenüber das Gebäude von dem Architekten Carl Schwatlo und unter der Bauleitung des Landbaumeisters bei der Kgl. Regierung zu Stettin und Baurat Karl Friedrich Endell, den späteren Oberbaudirektor der Bau-Abteilung des preußischen Ministeriums der öffentlichen Arbeiten, die Hauptpost errichtet. Die Baukosten betrugen damals 1.452.000 Mark.
Bereits um die Jahrhundertwende wurde es notwendig, dem Wachstum folgend, eine Erweiterung durch einen Neubau der Oberpostdirektion von 1902 bis 1905 unter der Bauleitung des Postbaurat Otto Hintze (1848–1922) vorzunehmen.
Nach dem Zweiten Weltkrieg wurde das gesamte Stettiner Gebiet am 5. Juli 1945 von der sowjetischen Kommandantur an Polen übergeben (siehe auch Schweriner Grenzvertrag).
In den Jahren 1994–1995 erfolgte eine umfangreiche Renovierung und ist heute die Hauptpost, beachtenswert die säulengestützte Haupthalle mit einem Glasdach, der Sitz der polnischen Poczta Dworcowa Szczecin 2.

## Gebäude
Das Gebäude wurde im Stil maßvoller Neorenaissance errichtet. Das sehr dekorative Gebäude verfügt über einen Innenhof. Zur Ausschmückung der Fassade wurde glasierter Klinker verwendet. Der Haupteingang wird als Eckgebäude mit großzügigen Dekorationen gekrönt.